# Karl Hans Wehner
Karl Hans Wehner (ur. 1919, zm. ?) – zbrodniarz nazistowski, członek załogi niemieckiego obozu koncentracyjnego Dachau i SS-Rottenführer.
Członek Niemieckiego Frontu Pracy. Członek Waffen-SS. Pełnił służbę wartowniczą w Allach i Ottobrunn, podobozach KL Dachau, od 15 kwietnia 1944 do 1 maja 1945. Był również strażnikiem podczas ewakuacji Ottobrunn w kwietniu 1945.
W procesie członków załogi Dachau (US vs. August Burkhardt i inni), który miał miejsce w dniach 16–17 czerwca 1947 przed amerykańskim Trybunałem Wojskowym w Dachau skazany został na 5 lat pozbawienia wolności za znęcanie się nad więźniami i jeńcami radzieckimi.